# Riedau
Riedau è un comune austriaco di 2 043 abitanti nel distretto di Schärding, in Alta Austria; ha lo status di comune mercato (Marktgemeinde).